# Лустивере
Лу́стивере (эст. Lustivere) — деревня в волости Пылтсамаа уезда Йыгевамаа, Эстония.

## География и описание
Расположена в верхнем течении реки Умбузи, в 5 км к востоку от волостного центра — города Пылтсамаа, и в 19 км к юго-западу от уездного центра — города Йыгева. Высота над уровнем моря — 63 метра.
Климат умеренный. Официальный язык — эстонский. Почтовый индекс — 48032.

## Население
По данным переписи населения 2021 года, в Лустивере насчитывалось 420 жителей, из 410 (97,6 %) — эстонцы.
По данным переписи населения 2011 года, в деревне проживали 444 человека, из них  434 (97,7 %) — эстонцы.
Численность населения деревни Лустивере по данным переписей населения:
| Год  | 1959 | 1970  | 1979  | 1989  | 2000  | 2011  | 2021  |
| ---- | ---- | ----- | ----- | ----- | ----- | ----- | ----- |
| Чел. | 434  | ↘ 361 | ↘ 355 | ↗ 445 | ↗ 487 | ↘ 444 | ↘ 420 |

## История
В письменных источниках 1552 года упоминается мыза Lustver, 1797 года — мыза Lustifer. В 1920-х годах, после земельной реформы, на землях мызы возникло поселение, в 1977 году получившее официальный статус деревни.
C 1922 года в доме, построенном ранее для супруги владельца мызы, работала школа. С 1960 года она стала основной школой, в 1996 году переехала в реновированное здание бывшей мызной маслобойни, к которому были пристроены восемь классных помещений и спортзал. С сентября 2005 года при школе работает детский сад. В 2011/2012 учебном году в школе насчитывался 81 ученик и работали 16 учителей; в детском саду были две группы на 24 ребёнка, работали 2 воспитателя и 2 помощника воспитателя. В 2018/2019 учебном году в школе было 74 ученика. 
Как самостоятельное учебное заведение Лустивереская основная школа прекратила существование с 1 сентября 2021 года и стала частью Пылтсамааской общей гимназии.
С 1992 года в главном здании мызы Лустифер (нем. Lustifer, Лустивере, эст. Lustivere mõis) работает дом престарелых, рассчитанный на 59 человек.

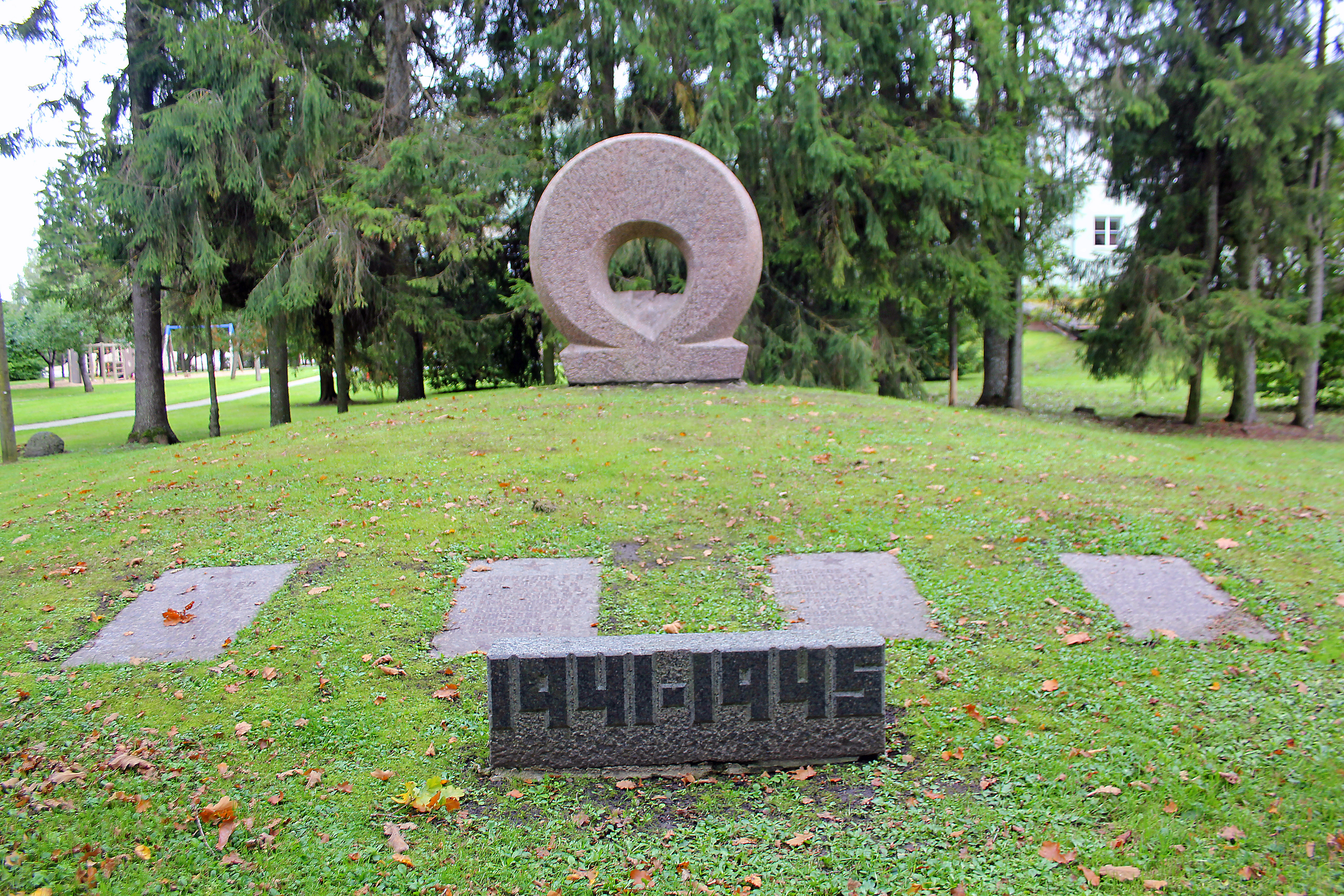
Советский памятник павшим во II мировой войне в Лустивере, 2012 год. Ликвидирован в 2023 году

В 1950 году на находящейся на территории деревни братской могиле советских воинов, павших во Второй мировой войне (исторический памятник с 1997 до 2023 года) был установлен скульптурный памятник, перед которым стояла плита с выбитыми на ней датами «1941—1945» и лежали четыре плиты с изображениями пятиугольных звёзд и именами погибших. Рабочая группа по советским памятникам при Госканцелярии Эстонии в своём протоколе от 30 ноября 2022 года признала памятник «красным», т. е. подлежащим демонтажу. Скульптура имеет некоторое художественное значение, и комиссия рекомендовала при возможности  её сохранить (авторы О. Эхелайд, А. Лойк). Памятник был снесён осенью 2023 года. При раскопках 26 сентября 2023 года были найдены останки 51 красноармейца, которые были перезахоронены 17 ноября в общей могиле на кладбище Пылтсамаа (см. Список советских военных памятников Эстонии).

## Экономика
В Лустивере работают предприятие по производству дверей «OÜ Põltsamaa Uksetehas» (28 работников по состоянию на 30 сентября 2023 года), овощеводческое предприятие «OÜ Lustivere Põld» (5 работников), авторемонтная и слесарная мастерская «JVS OÜ». Численность работников дома по уходу по состоянию на 30 сентября 2023 года составляла 23 человека.
До ноября 2014 года в деревне работало почтовое отделение, затем почтовые услуги стал оказывать местный магазин.

## Достопримечательности
- Мыза Лустифер (Лустивере), памятник архитектуры; в Государственный регистр памятников культуры Эстонии внесены 13 её объектов: главное здание, парк, маслобойня, дом управляющего, малый господский дом, дом работников, кузница, парковый дом, дом садовника, сарай для инструментов садовника, каретник-конюшня, амбар и мызная ограда[26].

## Галерея

Деревня Лустивере
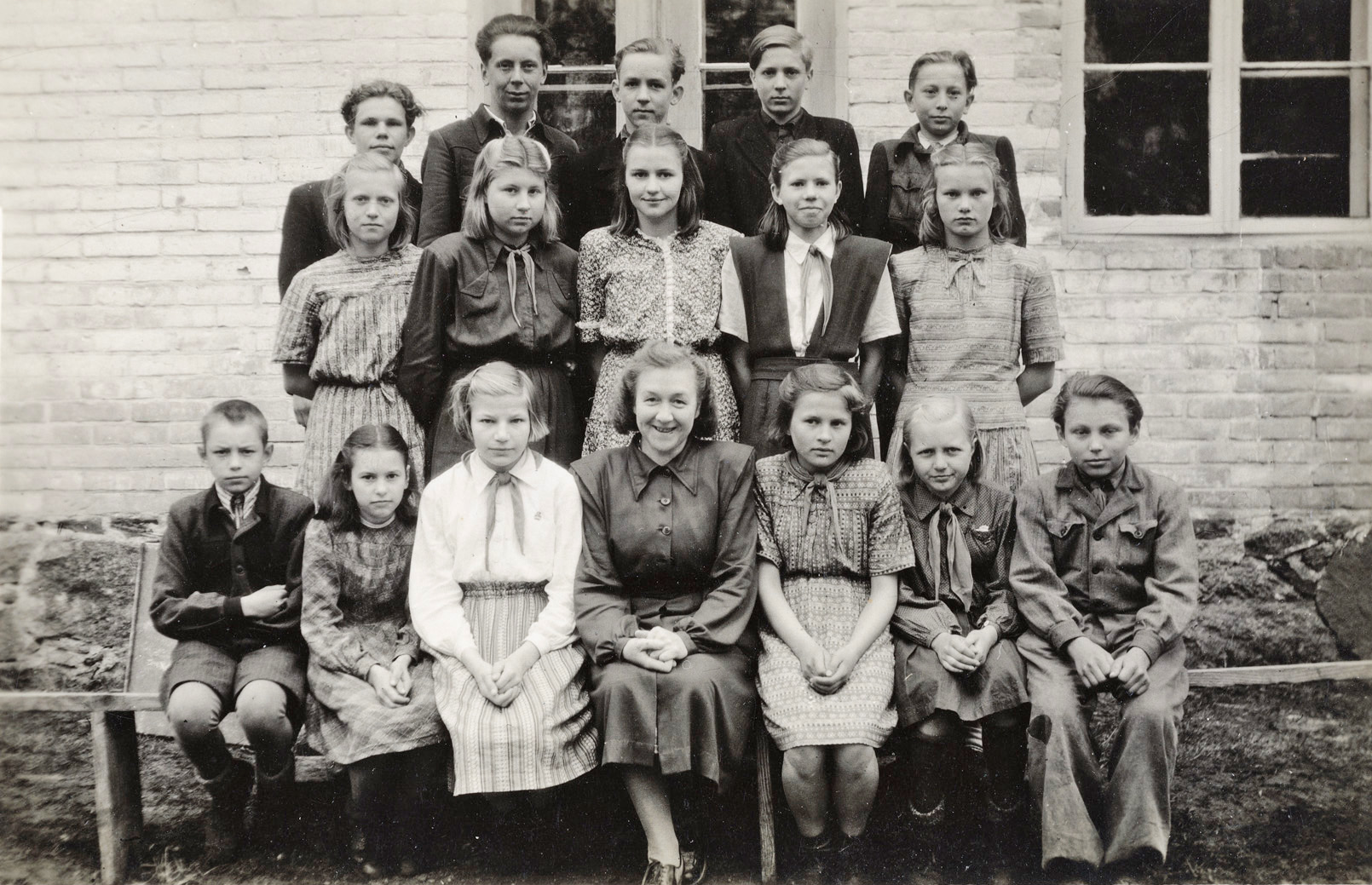
6-й класс Лустивереской 7-летней школы, 1951 год
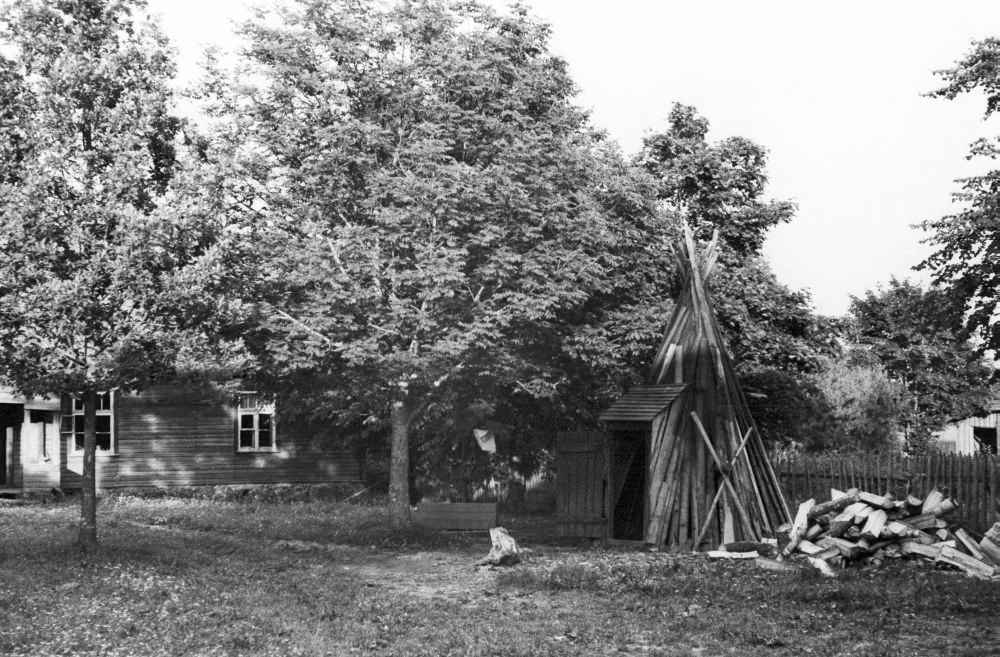
Двор хутора Оя, 1953 год
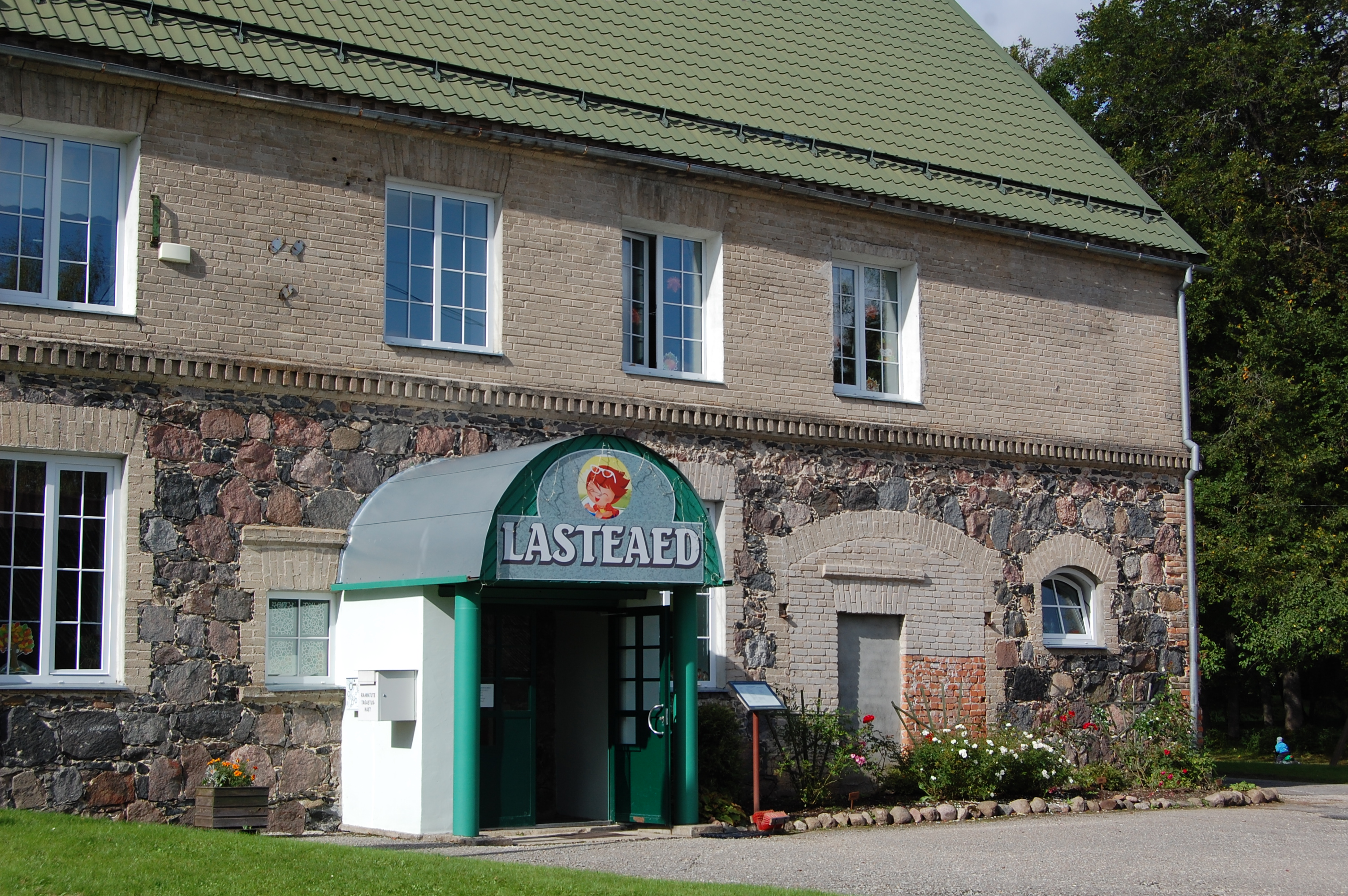
Детский сад, 2019 год
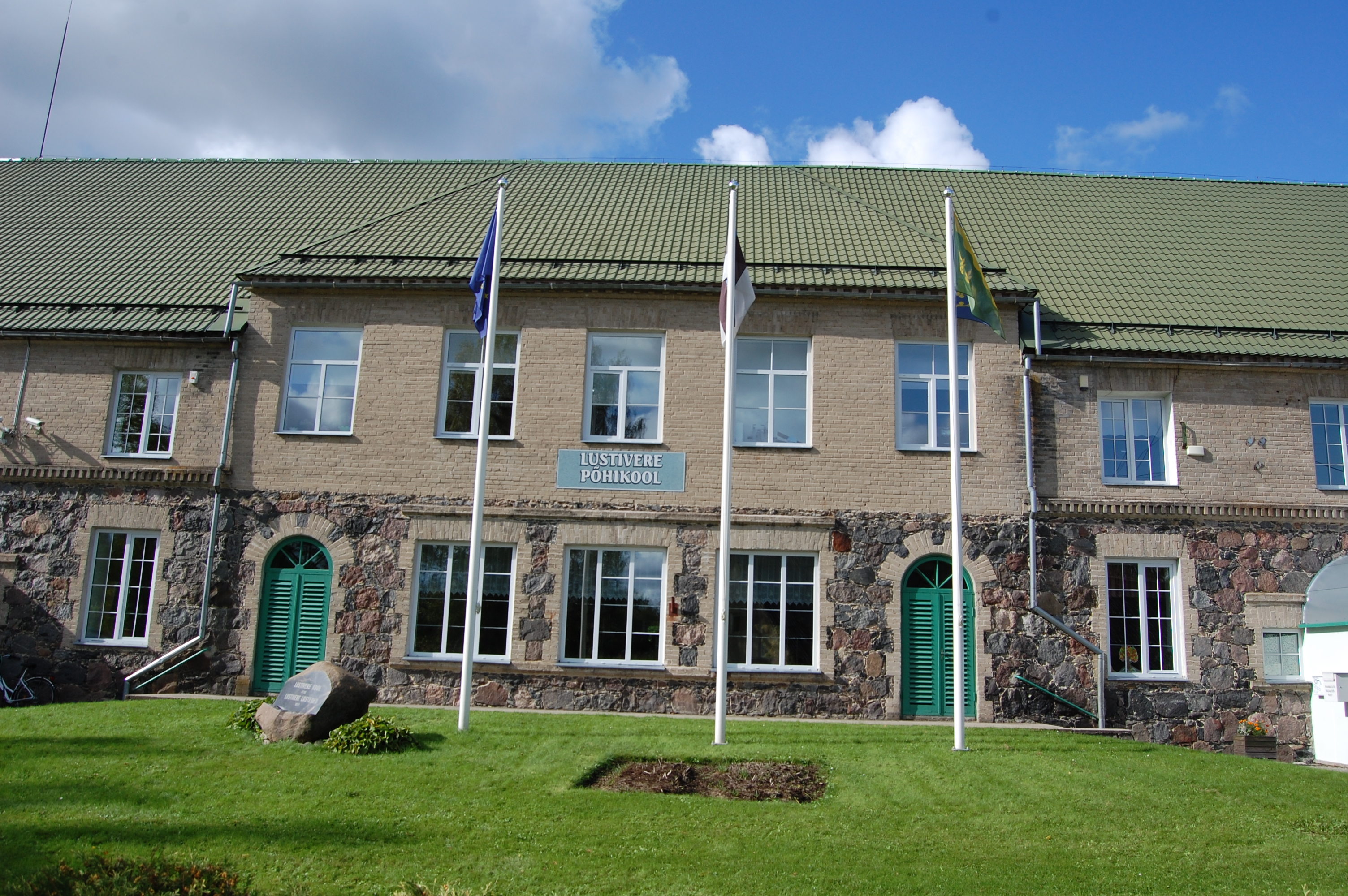
Лустивереская основная школа, 2019 год
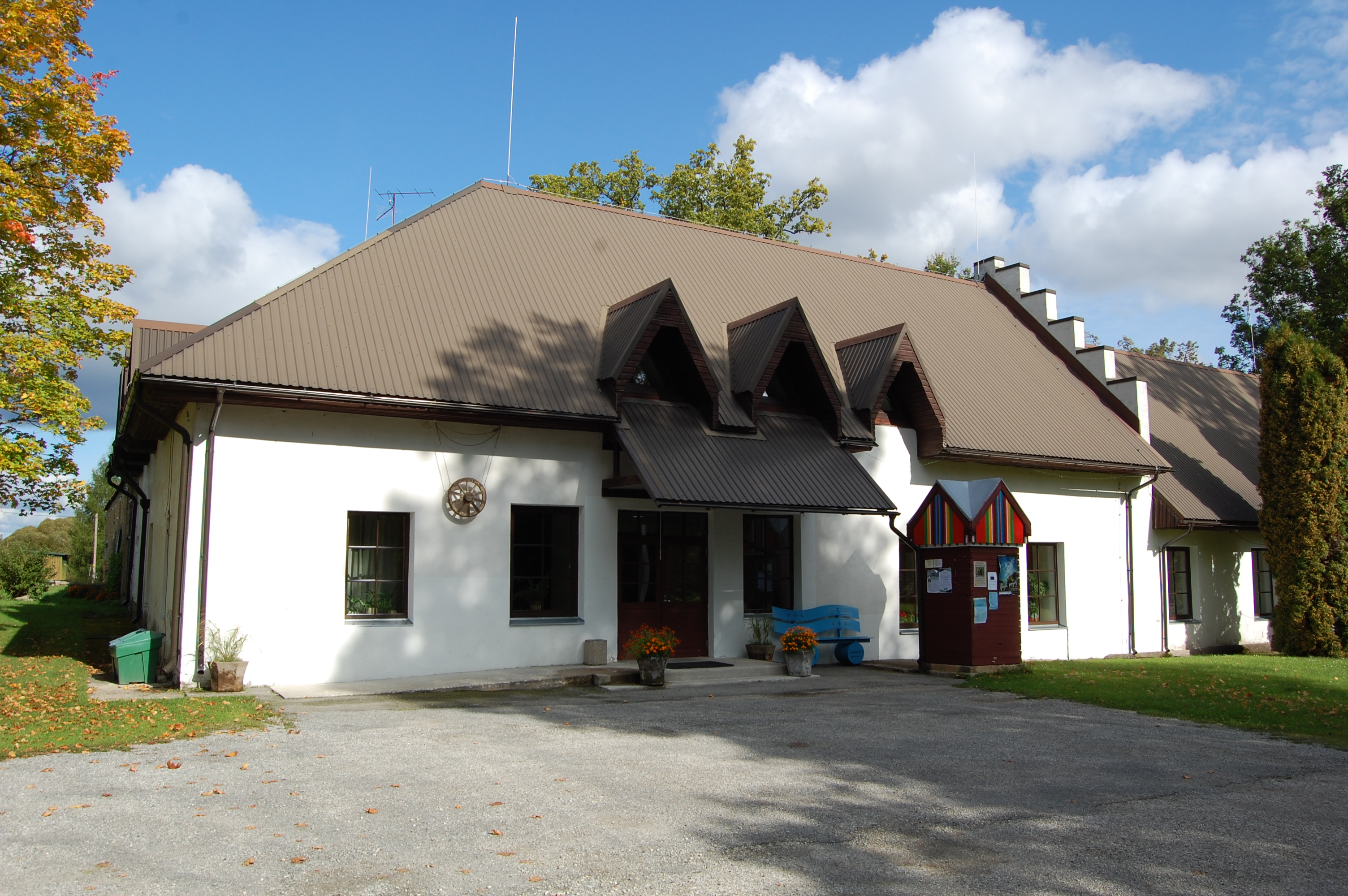
Дом культуры, 2019 год
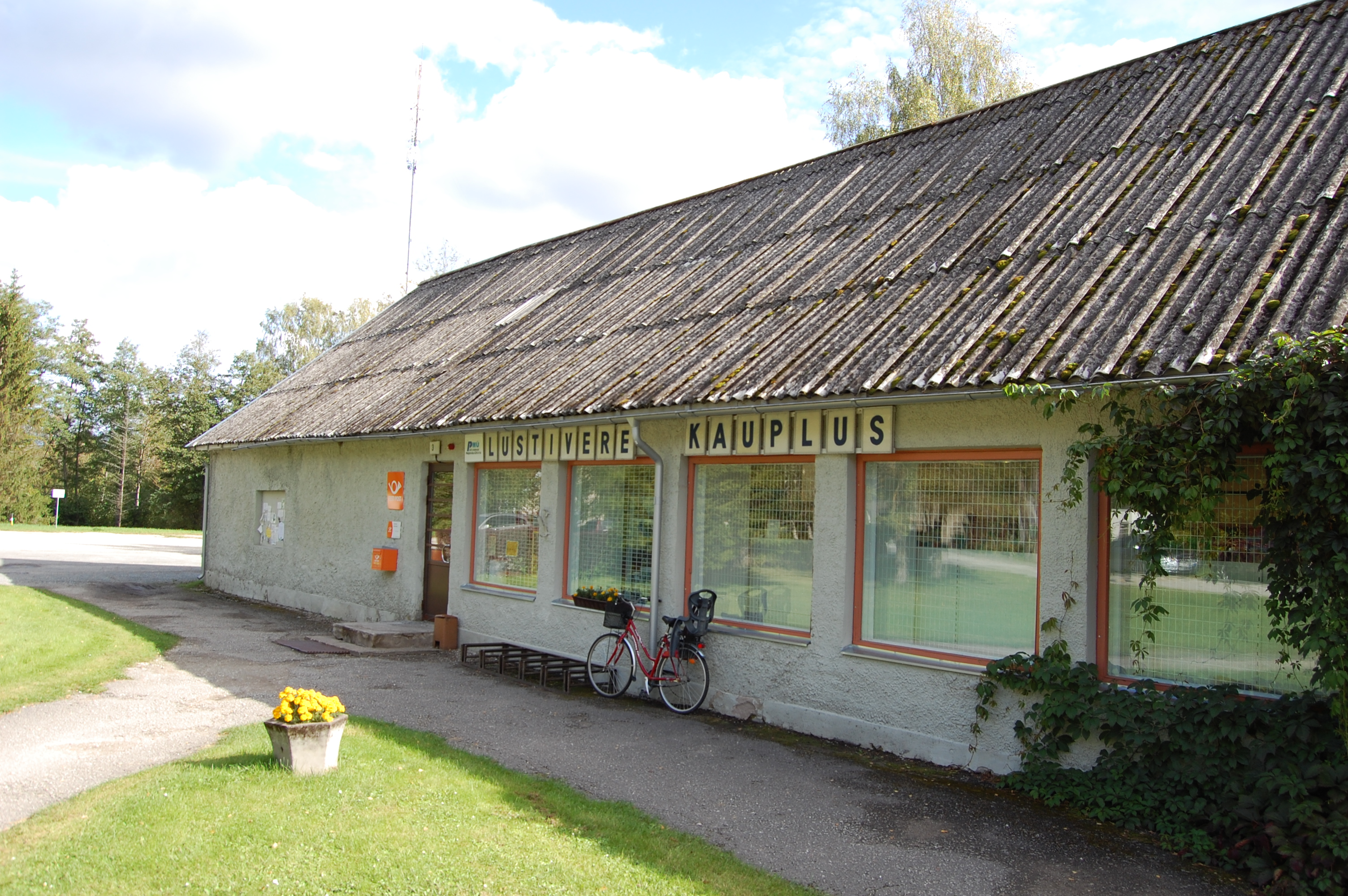
Магазин, 2019 год
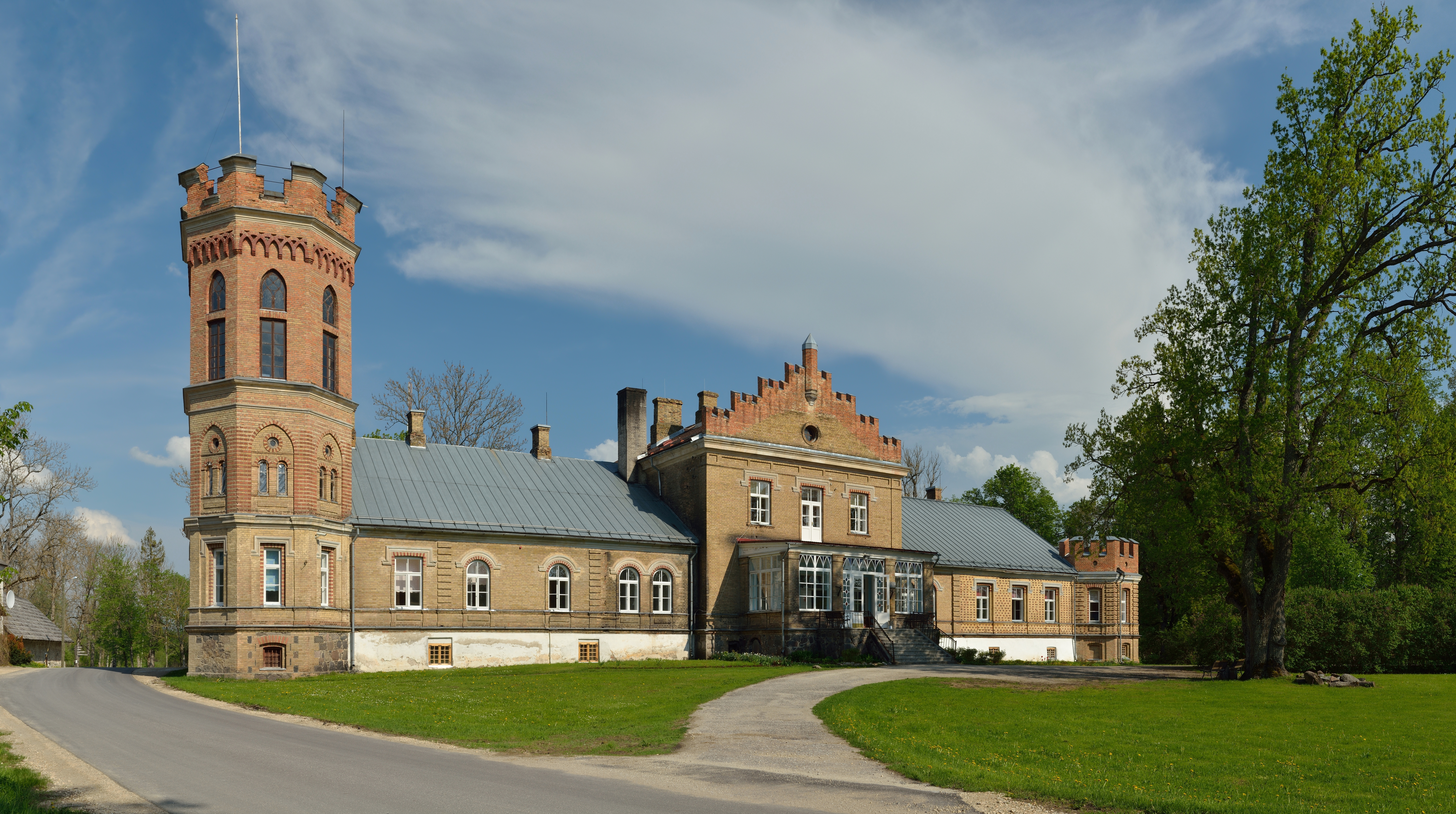
Главное здание мызы Лустифер (Лустивере)
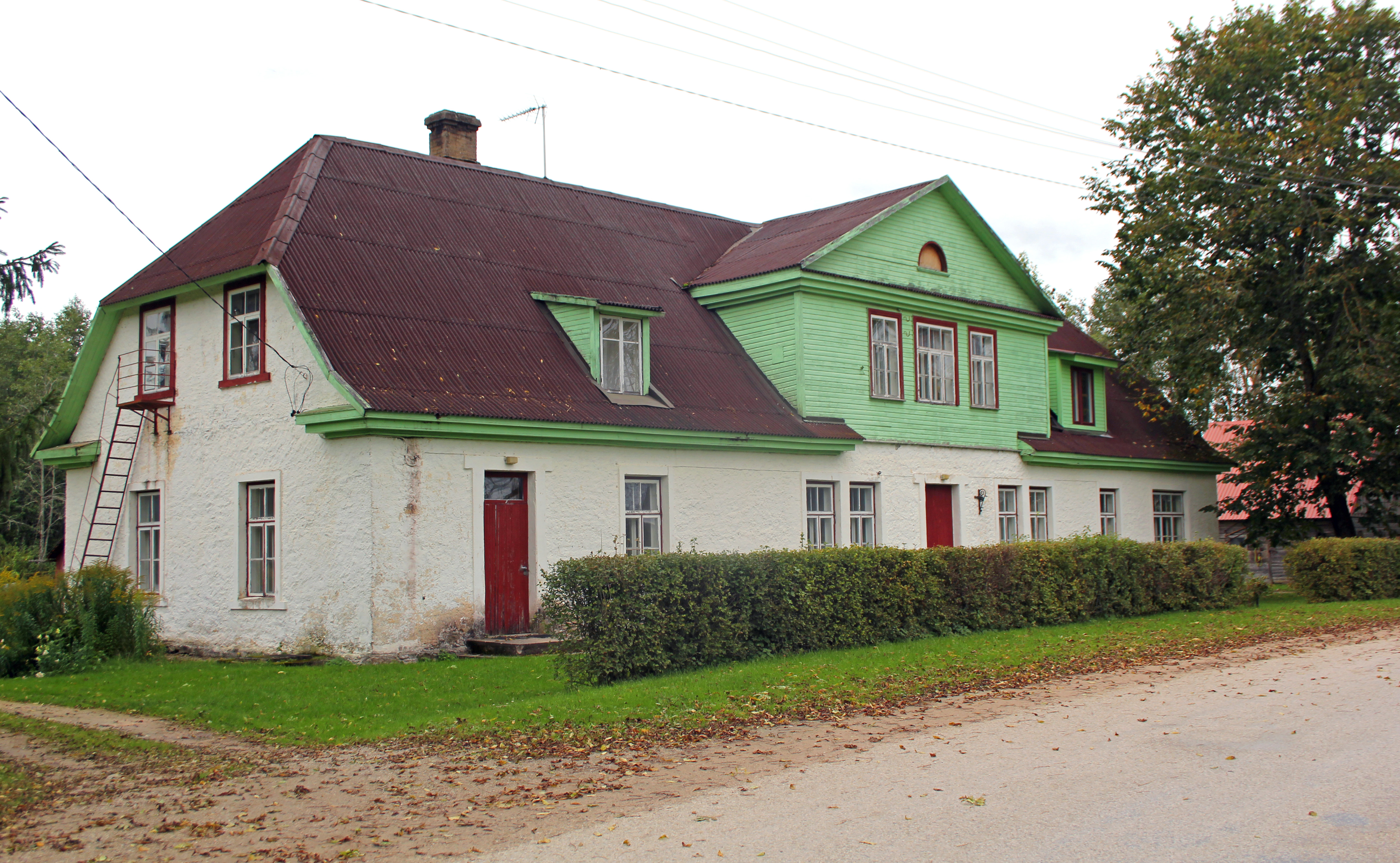
Малый господский дом мызы Лустифер
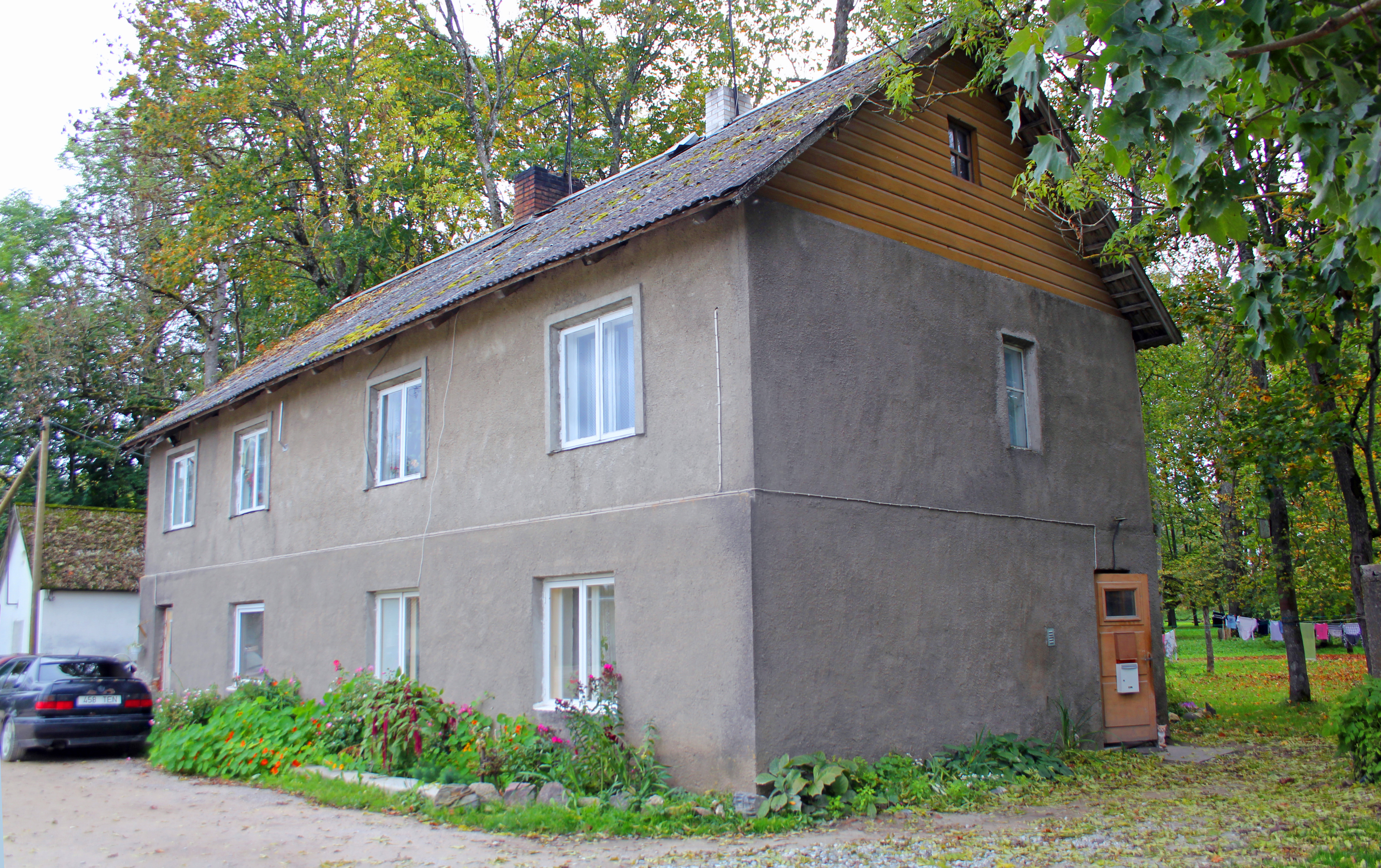
Жилой дом (бывший дом работников мызы Лустифер)
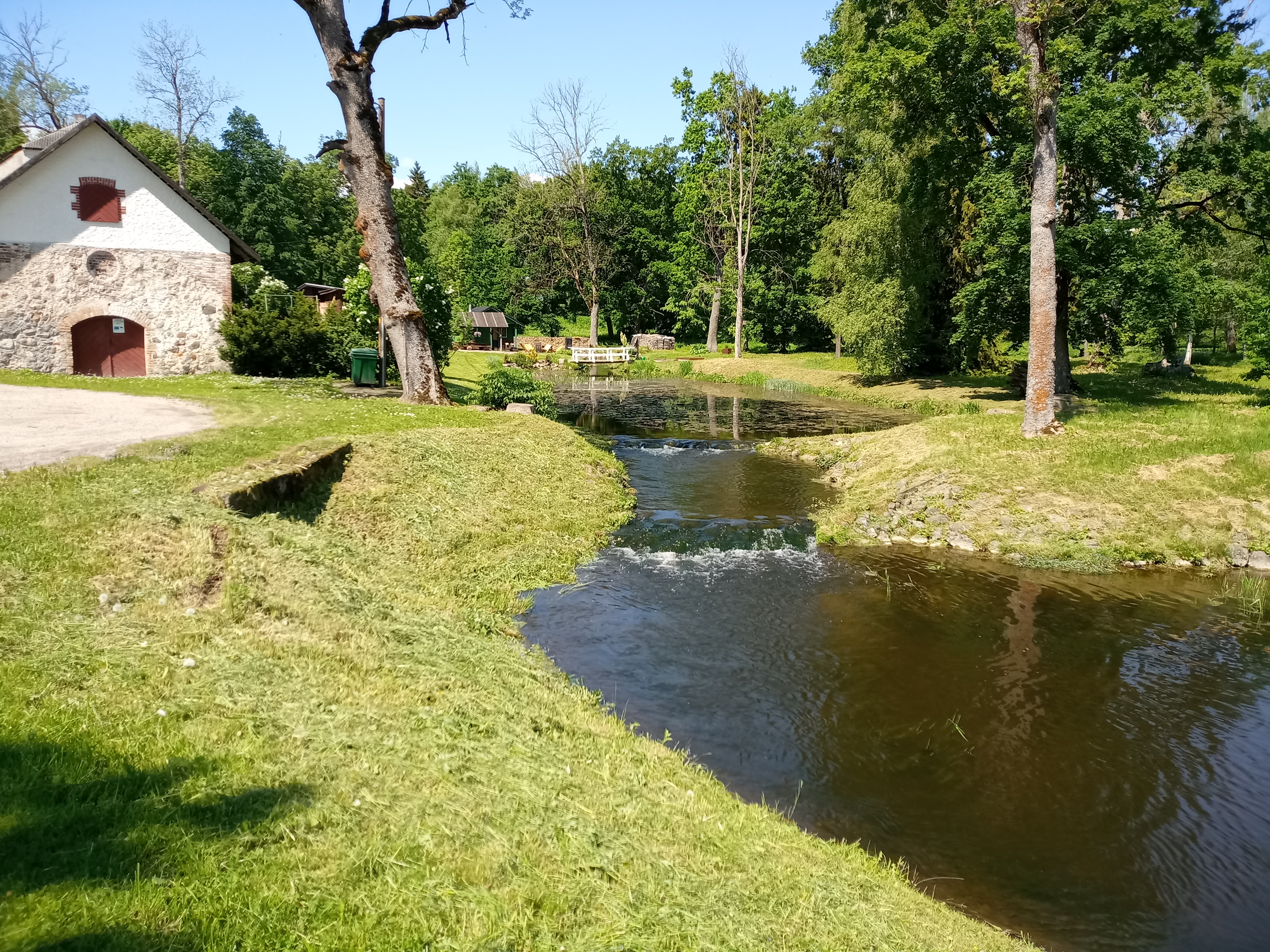
Река Умбузи